# Dzsifára tartomány
El-Dzsifára tartomány, helyi kiejtés alapján el-Dzsfára (arabul شعبية الجفارة [Šaʿbiyyat al-Ǧifāra]) Líbia huszonkét tartományának egyike. A történelmi Tripolitánia régióban, az ország északnyugati részén fekszik: északon a Földközi-tenger, keleten Tripoli tartomány, délkeleten el-Markab tartomány, délen el-Dzsabal el-Garbi tartomány, nyugaton pedig ez-Závija tartomány határolja. Székhelye el-Azízijja városa. Lakossága a 2006-os népszámlálás adatai szerint 453 198 fő.

## Fordítás
Ez a szócikk részben vagy egészben  a   Libyen#Verwaltungsgliederung című német Wikipédia-szócikk ezen változatának fordításán alapul.  Az eredeti cikk szerkesztőit annak laptörténete sorolja fel. Ez a jelzés csupán a megfogalmazás eredetét és a szerzői jogokat jelzi, nem szolgál a cikkben szereplő információk forrásmegjelöléseként.